# Ганнівська сільська рада (Петрівський район)
Ганнівська сільська рада — колишній орган місцевого самоврядування у Петрівському районі Кіровоградської області. Адміністративний центр — село Ганнівка.

## Загальні відомості
- Населення ради: 3249 осіб (станом на 2001 рік)

## Населені пункти
Сільській раді були підпорядковані населені пункти:
- с. Ганнівка
- с. Володимирівка
- с. Рядове

## Склад ради
Рада складалася з 20 депутатів та голови.
- Голова ради: Цапенко Ніна Степанівна
- Секретар ради: Гаврилова Валентина Олексіївна

### Керівний склад попередніх скликань
| ПІБ                       | Основні відомості                                                                       | Дата обрання | Дата звільнення |
| ------------------------- | --------------------------------------------------------------------------------------- | ------------ | --------------- |
| Бурмак Сергій Олексійович | Сільський голова, 1954 року народження, безпартійний                                    | 26.03.2006   | 26.12.2006      |
| Ісак Віктор Георгійович   | Сільський голова, 1950 року народження, безпартійний                                    | 22.04.2007   | 31.10.2010      |
| Цапенко Ніна Степанівна   | Сільський голова, 1959 року народження, освіта середня спеціальна, член Партії регіонів | 31.10.2010   |                 |

Примітка: таблиця складена за даними джерела

## Населення
Згідно з переписом УРСР 1989 року чисельність наявного населення села становила 3435 осіб, з яких 1525 чоловіків та 1910 жінок.
За переписом населення України 2001 року в селі мешкало 3239 осіб.

### Мова
Розподіл населення за рідною мовою за даними перепису 2001 року:
| Мова       | Відсоток |
| ---------- | -------- |
| українська | 94,00 %  |
| російська  | 5,36 %   |
| молдовська | 0,28 %   |
| білоруська | 0,25 %   |